# 労山 (運送艦)
労山（ろうざん/らうざん）は、日本海軍の運送艦。艦名は中国山東半島南岸の勞山湾に由来する。

## 概要
元はドイツのリクマス社建造のドイツ貨物船「エレン・リクマス（Ellen Rickmers）」で、Andree Rickmers級貨物船6隻のうちの1隻。姉妹船に東崗丸（大連汽船、4,180トン/旧ドイツ船Deike Rickmers）がいる。
第一次世界大戦で日本がドイツの租借地・青島を攻略した時に、閉塞船として港に自沈していた同船を1914年（大正3年）11月7日に捕獲、1915年（大正4年）2月20日に浮揚して1915年（大正4年）8月23日には「勞山」に命名と同時に運送船に類別された。整備の際には重量物運搬と給炭油設備を設けている。
シベリア出兵に際しては沿海州方面への輸送任務に従事する。1920年（大正9年）4月1日には特務艦（運送艦）とされた。
1922年（大正11年）6月5日、横須賀から函館に向かう途中に濃霧のため青森県尻矢埼東岸で座礁破壊。同年8月1日に除籍された。

## 艦長
※『官報』に基づく。
指揮官
- 石川秀三郎 中佐：1916年2月10日 - 12月1日[4]
- 志賀巳之治 中佐：1916年12月1日 - 1917年12月1日[5]
- 豊島二郎 中佐：1917年12月1日[5] - 1918年9月10日[6]
- 藤村昌吉 中佐：1918年9月10日[6] -
- 副島慶一 中佐：1918年12月1日[7] - 1919年12月1日[8]
- 園田繁喜 中佐：1919年12月1日[8] -

特務艦長
- 園田繁喜 中佐：1920年4月1日 - 7月3日[9]
- 武内康吉 中佐：1920年7月3日[9] - 11月20日
- 野中逸太郎 中佐：1920年11月20日 - 1921年12月1日[10]
- 砥川三郎 中佐：1921年12月1日[10] - 1922年7月12日[11]